# Barqa (Libye)
Pour les articles homonymes, voir Barqa.
 (janvier 2025).
Située sur la côte de l'actuelle Libye, non loin d'Al Marj, Barqa ou Barka, appelée Barké ou Barce dans l'Antiquité, est la seule colonie de la région fondée par des Cyrénéens, conséquemment à une querelle dynastique entre le roi de Cyrène Arcésilas II et ses frères,. Tout au long des VIe et Ve siècles, la cité se posa en rivale de Cyrène, cherchant à contester la suprématie de la cité des Battiades en Cyrénaïque, mais sans y parvenir. L'irruption des Lagides dans la région mit progressivement fin au clivage entre les deux cités : Barqa s'éclipsa de la scène internationale lors du deuxième quart du IVe siècle, puis à partir de 246 av. J.-C., s'effaça au profit de son port Ptolémaïs, sanctionnée par le pouvoir lagide pour son esprit d'indépendance. À la fin de la période hellénistique, il n'existait plus de cité de Barqa, bien qu'une présence humaine se maintint dans la région : au Bas-Empire, la plaine de Barqa était un groupement de villages agricoles. La localité de Barqa fit peu parler d'elle jusqu'à la conquête arabe. Toutefois, il semble qu'elle était le siège d'un évêché : trois évêques de Barqa participèrent au concile de Nicée et à ceux d’Éphèse : celui de 431 et de 449. À partir de la seconde moitié du VIe siècle, le village prit un nouvel essor, de nombreux Berbères s'installant près de Barqa. Ces derniers, faiblement christianisés et échappant progressivement au contrôle de Constantinople, affaiblirent les défenses byzantines dans la région : les troupes arabes, dirigées par d'Amr ibn al-As, s'emparèrent aisément de la localité après un court siège en 642. Ville de taille moyenne, premier minbar sur la route du Caire vers Kairouan, la ville de Barqa était idéalement située à mi-chemin entre la capitale de l’Égypte et celle d'Ifriqiya. Après avoir été la capitale d'un émirat corsaire dirigé par le clan des Banū Qurrā’, qui prêtèrent allégeance à la dynastie des Fatimides, puis à celle des Zirides, la ville fut détruite au XIIe siècle lors de l'invasion hilalienne, et al-Marj construite à la place.

## Situation géographique
Barqa est située sur le premier gradin du plateau cyrénéen, dont la plaine, très fertile, est constituée d'une terre rouge issue de la décomposition des calcaires environnants. Bien que les pluies y sont moins abondantes qu'à Cyrène, entre 300 et 400 millimètres par an, cette terre est propice à la culture des céréales. Lors de la saison des pluies, le sol, imperméable et mal drainé, favorise les inondations autour de la ville.
La frontière orientale de la cité n'est pas bien connue, mais il est clair que le territoire de Cyrène en marquait la limite.
La limite occidentale de Barqa est définie par le territoire de la cité de Taucheira, qui dépendait de Barqa, mais également de celui de la tribu hellénisée des Bakales.

## Historiographie
Sur l'histoire de la cité de Barqa durant la période archaïque, nous disposons notamment des écrits d'Hérodote qui fit un long développement sur la Libye dans son livre IV des Histoires. Néanmoins, en dehors de Cyrène, il ne fait que mentionner les autres établissements grecs de la région : ainsi la cité de Barqa ne semble intéresser Hérodote qu'à travers les relations, souvent conflictuelles, qu'elle entretint avec sa métropole, Cyrène.
Si durant la période de l'expansion de l'islam, les sources arabes sont riches au sujet de la conquête de l'Égypte, elles sont à l'inverse bien moins prolixes concernant la campagne de Cyrénaïque, n'évoquant que la capitulation de la ville de Barqa. Elles ne donnent ainsi aucun détail sur la manière dont la campagne a été menée.

## Histoire

### Antiquité

#### Fondation de la cité
La cité de Barqa a été fondée vers 560 av. J.-C. par des frères du roi Arcésilas II, accompagnés de Cyrénéens dissidents, probablement des partisans d'un régime aristocratique dont les intérêts étaient menacés par le roi battiade. Pour renforcer leur position face au roi de Cyrène, les Barcéens s'allièrent aux tribus libyennes qu'ils poussèrent à la révolte. Menacés, Arcésilas II marcha contre les rebelles. Par imprudence, il les poursuivit jusque dans le désert où il fut sévèrement battus lors de la bataille de Leukôn.

#### Essor
Barqa fut rapidement prospère, son monnayage commençant très tôt. Dès la fin du VIe siècle, elle battait monnaie, « empruntant à Cyrène le type du silphion, mais en y joignant, au revers, des types qui lui sont propres : le palmier, le bœuf, la protomé de bélier ».
Alors que sous le règne de Battos III, Cyrène connut des troubles, poussant les Cyrénéens à faire appel à un réformateur, Barcé fut épargnée par les agitations. Pour François Chamoux, cette singularité s'explique probablement par le fait que la cité fut dès ses origines soumise à un régime oligarchique. De fait, elle servit de refuge aux aristocrates de Cyrène : durant le règne d'Arcésilas III, elle accueillit les proscrits cyrénéens qui fuirent la tyrannie mise en place par le roi battiade. Ces derniers assassinèrent Arcésilas III, ainsi que le roi de Barqa, Alazeir, parent du Battiade, qui lui avait offert l'asile politique lors de son exil.

#### Premier siège de Barqa
La mère d'Arcésilas III, Phérétimê, chercha à venger l'assassinat de son fils. Pour ce faire, elle se rendit auprès d'Aryandès, satrape d'Égypte, afin d'obtenir son soutien, affirmant qu'Arcésilas III avait été assassiné à cause de ses sympathies à l'égard des Perses. Hérodote affirme dans un premier temps que le satrape fut pris de compassion pour Phérétimê, et qu'il accéda à ses demandes. Néanmoins, l'historien précise plus loin dans son récit qu'Aryandès utilisait la supplique de Phérétimê comme prétexte pour soumettre la Libye au pouvoir perse. Après avoir très certainement consulté Darius, Aryandès adressa un ultimatum à Barqa dans lequel il exigeait des habitants qu'ils lui donnent le nom des meurtriers d'Arcésilas III. Les Barcéens refusant, assumant tous la responsabilité de l'assassinat, Aryandès organisa une double expédition, sur terre et sur mer, dont il confia le commandement à Amasis le Maraphien et Badrès des Pasargades, et permit à Phérétimê d'accompagner l'armée.
Arrivées devant la cité de Barqa, les troupes perses entamèrent le siège de la ville, après avoir sommés les Barcéens de leur livrer les auteurs de l'assassinat d'Arcésilas III. La bataille dura neuf mois, jusqu'à ce qu'Aryandès, jugeant que la cité de Barqa ne pouvait être réduite par la force, imagina un stratagème pour s'emparer de la ville par la ruse. Le satrape invita les Barcéens à des négociations, ce à quoi ils consentirent. Les négociations aboutirent : les Barcéens acceptaient de payer un tribut au roi achéménide en échange de la levée du siège. Mais Amasis ne respecta pas sa parole, et attendit que les Barcéens ouvrent leurs portes pour s'emparer de la cité. La cité investie, les Barcéens prisonniers « furent emmenés d'Égypte en exil auprès du Grand Roi, et le roi Darius leur donna pour y habiter une bourgade de Bactriane ». Les Perses livrèrent également à Phérétimê les assassins de son fils, qu'elle châtia avec beaucoup de cruauté. Seuls les Barcéens partisans des Perses et des Battiades eurent l'autorisation de rester sur place.
Pour Pierre Briant, l'expédition d'Aryandès contre Barqa visait à réinstaller à la tête de la cité un pouvoir-client. En effet, l'accord entre les Barcéens et Amasis stipulait que les premiers promettaient de payer au roi achéménide un tribut convenable, contre l'engagement du satrape de lever le siège et de laisser la cité sauve. Ces négociations indiquent que Barqa avait cessé de verser un tribut au pouvoir perse, car Hérodote précise dans son livre III que du temps de Darius Ier (521-486 av. J.-C.), la cité était rattachée à la sixième satrapie, qui versait un tribut annuel de 700 talents. En outre, lors de la conquête de l’Égypte par Darius, Hérodote indique que les Barcéens, de crainte de subir le même sort que les Égyptiens, s'étaient soumis d'eux-mêmes au roi achéménide, s'imposant un tribut et envoyant des présents. En reconnaissant la suprématie de Darius, par le paiement d'un tribut, les Barcéens avaient donc intégré l'espace impérial perse. Selon Pierre Briant, bien que le don soit volontaire, il est vraisemblable que le montant de celui-ci était négocié préalablement avec le roi.

#### Second siège de Barqa
Lors de la seconde guerre médique, Barqa se révolta contre les Perses, profitant probablement du soulèvement qui éclata en Égypte après la bataille de Marathon. Arsamès, satrape d'Égypte, fut chargé par Xerxès de mener campagne contre la cité rebelle. La ville fut prise et mise à sac aux alentours de 483 av. J.-C.. Soumise plus étroitement à la suzeraineté de Cyrène, la cité cessa dès lors de battre monnaie de manière autonome : elle ne recommença que vingt ans plus tard, avec des types monétaires identiques à ceux de sa métropole. Barqa était très certainement comprise parmi les grandes cités sur lesquelles régnait Arcésilas IV, évoquées par Pindare.
S'appuyant sur la production monétaire de Barqa, plus importante que celle de Cyrène à la même période, Maurizio Giangiulio estime que la cité a retrouvé son indépendance à la chute de la monarchie des Battiades, affirmant son contrôle sur Taucheira. En effet, la cité de Taucheira est qualifiée par Hérodote de « ville du pays de Barca », mais il est difficile de savoir quand elle entre dans la dépendance de Barqa,.

### Moyen-Âge

#### Un établissement berbère
La localité de Barqa connut un revirement de fortune au cours de la deuxième moitié du VIe siècle :  Ptolémaïs, ancien port de Barqa, qui avait éclipsé sa métropole dès la fin de la période hellénistique, se dépeupla au profit de la ville de Barqa, l'approvisionnement en eau de la cité portuaire étant devenu erratique.
En outre, de nombreux Berbères s'installèrent dans la région de Barqa, affaiblissant le contrôle des Byzantins sur la Cyrénaïque. Lors de la grande guerre maure de 544-548, le poète Corippe, dans la Johannide, cite les Barcaei, les Barcéens, parmi les peuples associés aux Laguatan, que le général Jean Troglita eut à affronter. Il est difficile de savoir si la localité de Barqa revint dans le giron byzantin après la révolte maure : possiblement, les chefs berbères continuèrent de verser un tribut aux autorités byzantines, ou de recevoir les insignes de fonction, droit associé aux magistratures, qui faisait des chefs maures les représentants de l'autorité romaine. Il est en tout cas certain que Constantinople ne parvint pas à raffermir son contrôle sur la région. Ainsi, dans les guerres entre les Arabes et les Byzantins, Richard Goodchild considère les Barcéens comme non-alignés.
Pour Yves Modéran, le poète Corripe, lorsqu'il utilise le terme de Barcéens, n'évoque pas les habitants de la localité, mais les Maures de Cyrénaïque dans leur ensemble. Ce faisant, il reprend un usage des Berbères locaux, qui avaient donné au mot Barcéen un sens plus large que celui d'habitant de la région de Barqa : chez les Berbères en effet, le terme Barqa désignait toute la Cyrénaïque, de la même manière que le mot Pentapole désignait chez les Romains la péninsule cyrénaïque.
C'est ainsi que les sources arabes, bien qu'elles connaissent le terme de Pentapole, utilisé dès la période romaine pour qualifier la Cyrénaïque, donnèrent très rapidement le nom de Barqa à la région. Les Berbères étant le premier peuple de Cyrénaïque à être soumis aux conquérants musulmans, ces derniers firent siennes cette pratique.

#### Conquête musulmane
Ville de petite importance située à une vingtaine de jours de marche d'Alexandrie, Barqa se trouvait en première ligne de l'avancée des troupes musulmanes en Afrique du Nord. Dans l'élan de la conquête de l'Égypte, les troupes musulmanes, menées par le général Amr ibn al-As, poursuivirent leur campagne vers l'ouest.
Bien que cette incursion en Libye ne relevait pas d'une stratégie de conquête méthodique de la Méditerranée occidentale par le calife Omar ibn al-Khattâb, les brillantes victoires remportées sur les troupes byzantines et perses, le bon accueil des populations locales, et enfin, la prise de contrôle de la région du Fayoum qui garantissait un bon approvisionnement des troupes, avaient encouragé les chefs de guerre musulmans à continuer la vague de conquêtes. En outre, aux yeux de ces derniers, il était nécessaire d'entretenir l'esprit de corps et l'ardeur au combat des troupes bédouines.
Si Richard Goodchild estime que les troupes arabes s'emparèrent de la localité de Barqa en 642, Jacques Thiry suggère quant à lui que la ville fut conquise entre novembre-décembre 642 et mars 644.

## Système politique
Ainsi que le souligne l'historien Maurizio Giangiulio, en l'absence de source précise, il est difficile de connaître la nature exacte de l'organisation politique de la cité. L'historien estime que le sommet de l’État était très certainement modelé sur la monarchie des Battiades, mais avec une forte influence de l'aristocratie libyenne locale. Hérodote nous donne en effet connaissance d'un roi de Barqa nommé Alazeir, parent du roi de Cyrène Arcésilas II, que Pierre Carlier identifie comme un descendant de Battos II.
François Chamoux suppose qu'Alazeir fut placé à la tête de la cité par les forces d'Arcésilas III, ce qui expliquerait son soutien à l'égard du roi battiade, une hypothèse que Typhaine Haziza juge également vraisemblable. Pour François Chamoux, la cité était clairement soumise à un régime oligarchique : en effet, elle fut fondée par les frères du roi Arcésilas II, qui représentaient le parti des oligarques à Cyrène, à la suite « d'un conflit entre la monarchie des Battiades et les grands de la cité ».
Selon Pierre Carlier, l'assassinat d'Alazeir par des Barcéens mit probablement un terme à « la dynastie battiade autonome de Barcè » : après le siège de la ville par les Perses en 513 av. J.-C., la cité de Barqa tomba sous l'administration directe des rois de Cyrène.
Comme toute polis grecque, le fonctionnement de la cité de Barqa repose sur des magistrats chargés de préparer et de mettre en œuvre les décisions prises par l'Assemblée ou le Conseil : selon Polyen, elle compte au Ve siècle des archontes parmi son corps de magistrature.

## Économie
Durant l'Antiquité, la cité de Barqa tire sa fortune de l'exploitation de la plaine environnante dont la terre rouge, issue de la décomposition des calcaires qui constituent le plateau cyrénéen, s'amoncèle grâce à la pluie. Cette terre est extrêmement fertile et propice à la culture des céréales.
La richesse agricole de la Cyrénaïque est une constante dans l'histoire de la région : aux Xe et XIe siècles, les auteurs arabes tels que Ibn Hawqal ou Al-Bakri, en visite dans le pays de Barqa, décrivent une région dynamique, riche de son commerce, de son élevage et de sa production agricole. Les géographes insistent notamment sur le faible coût des vivres. Toutefois, la Cyrénaïque connaît un revers de fortune au XIIe siècle : le géographe et explorateur Al Idrissi dépeint Barqa comme une ville moyenne, de petite population et peu fréquentée, ce qui contraste nettement avec la prospérité dont elle jouit au siècle précédent. Au XIVe siècle, la situation s'est aggravée. L'historien Ibn Khaldoun affirme que le pays est désertique, et ses villes et ses villages en ruine.
Si la Cyrénaïque ne brille pas par son artisanat, Hérodote mentionne l'existence d'un forgeron barcéen travaillant le bronze,.

## Culture
L'influence libyenne sur la cité de Barqa est indéniable : les femmes de Barqa ne consomment ni viande de porc, ni viande de vache. Pour Sophie Marini, tandis que le tabou de la viande de porc est lié au culte libyen de la lune, celui de la viande de vache est à mettre en rapport avec le culte d'Isis-Hator, « allaiteuse par excellence, dans sa forme bovine ». En effet, en tant qu'animal sacré, il était impossible pour les Barcéens de manger la viande d'un animal qui constituait un attribut pour la divinité. François Chamoux juge au contraire que les tabous de la viande de vache et de la viande de porc sont une preuve de l'influence égyptienne sur la cité.
Cette acculturation des Grecs de Cyrénaïque aux pratiques culturelles libyennes, notamment par l'adoption du culte d'Isis, a été facilitée par les mariages mixtes, unissant des hommes grecs à des femmes libyennes. Selon Sophie Marini, les femmes jouent un rôle essentiel dans la transmission des pratiques culturelles.
En outre, l'unique monarque de la cité de Barqa dont nous avons connaissance, Alazeir, porte un nom indigène, la finale en -r étant caractéristique. Si l'ethnie de ce roi est discutée - libyenne, ou grecque avec des origines libyennes - Olivier Masson se range à la deuxième hypothèse.
Pour Sophie Marini, le choix d'Alazeir comme nom de règne est une volonté de ce roi de légitimer son pouvoir auprès des populations libyennes de la cité. Pierre Carlier va plus loin en affirmant que les dirigeants de Barqa menèrent une véritable « politique pro-libyenne ».
D'autres illustres Barcéens portèrent des noms libyens, comme Amênisas, vainqueur à la lutte aux Jeux olympiques antiques, qu'Olivier Masson considère sans aucun doute possible comme étant grec.